# 洛根鎮區 (印地安納州派克縣)
洛根鎮區（英語：Logan Township）是位於美國印地安納州派克縣的一個行政鎮區。

## 地方資料
根據2010年美國人口普查的數據，洛根鎮區的面積為63.00平方千米，當中陸地面積為62.00平方千米，而水域面積為1.00平方千米。當地共有人口474人，而人口密度為每平方千米7.52人。